# Stereo Mike

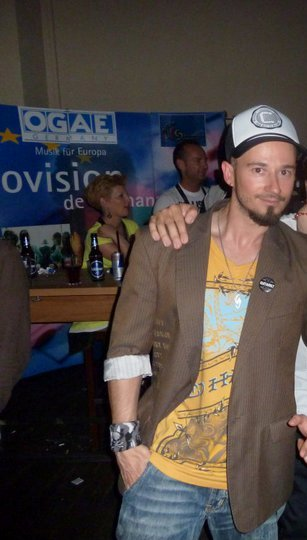
Stereo Mike

Mihalis Exarhos (grekiska: Μιχάλης Έξαρχος) född 1978 i Pireus, är en grekisk hiphoppare. Exarhos är mer känd under sitt artistnamn Stereo Mike. Stereo Mike är den första vinnaren i MTV Europe Music Awards-kategorin "bästa grekiska akt". 
Tillsammans med Loukas Giorkas representerade Stereo Mike Grekland vid Eurovision Song Contest 2011 i Düsseldorf, Tyskland med bidraget "Watch My Dance".

### Fotnoter
1. ↑  Floras, Stella (2 mars 2011). ”Greece: Lukas Yiorkas ft Stereo Mike to Eurovision”. esctoday. Arkiverad från originalet den 4 mars 2011. https://web.archive.org/web/20110304230034/http://www.esctoday.com/news/read/16927. (engelska)